# Летающий кран
«Летающий кран» — вертолёт-кран, предназначенный для строительно-монтажных работ и транспортировки грузов на внешнем подвесе. 
Летающий кран специальной постройки не нуждается в объёмной грузовой кабине, поэтому его грузоподъёмность выше, чем у вертолёта общего назначения с той же силовой установкой. Гражданские летающие краны применяются в строительстве в отдалённых районах, при монтажных работах в высотном строительстве, при вывозе леса с горных лесосек.

## ВСША
Первым вертолётом, применённым в роли летающего крана, считается лёгкий Bell 47; на практике, первым успешно применявшимся вертолётом для перевозки грузов на внешнем подвесе, был Sikorsky S-58.

### Hughes XH-17
В январе 1946 министерство обороны США объявило условия конкурса на проект тяжёлого транспортного вертолёта, рассчитанного на транспортировку контейнера размером 2,44×2,44×6,10 м и массой 4536 кг. При этом конструкция должна была быть разборной, позволяя перевозку по частям обычными армейскими грузовиками. Понимая сложность задания, военные разбили его на две фазы — предпроектные исследования и собственно проектирование. В том же году победителем была объявлена Kellett Aircraft. В 1948 Kellett разорилась, и её контракты вместе с конструкторским бюро перешли к Hughes Helicopters.
Hughes XH-17, полетевший в 1952 после многочисленных аварий и доработок, был не только самым тяжёлым вертолётом своего времени (24 т), но и официально носил прозвище «летающий кран» (Flying Crane). XH-17 по сей день держит рекорд по диаметру несущего винта — 36,9 м.
Прототип XH-17, собранный из узлов различных серийных машин, имел уникальную силовую установку — воздух от компрессоров ТРД подавался к камерам сгорания на концах лопастей, куда одновременно подавалось и сжигалось топливо. Это позволило обойтись хвостовым винтом малого (по сравнению с традиционными вертолётами) размера, но XH-17 оказался крайне неэкономичным: дальность полёта составила всего 64 км. На испытаниях машина сумела оторвать от земли 13,2 т груза. После того, как в 1955 силовая установка прототипа выработала свой ресурс, Хьюз и Пентагон отказались от доводки XH-17.

### Sikorsky CH-54/ Sikorsky S-64 / Erickson S-64
В 1958 г. Sikorsky Aircraft приступил к проектированию летающего крана на базе Sikorsky S-60 (военное обозначение CH-37), на тот момент располагавшего максимальной среди американских вертолётов грузоподъёмностью. 
Прототип Sikorsky S-64 взлетел 9 мая 1962 и в том же году принят на вооружение; всего по заказам Пентагона было выпущено 105 машин. Вертолёт был построен по «модульной схеме», предложенной генералом-десантником Джеймсом Гевином: грузовой отсек, выполненный в форме контейнера, был выполнен съёмным, и демонтировался при использовании вертолёта как летающего крана. Производитель предлагал модификацию, позволявшую поднимать груз на внешнем подвесе без демонтажа грузового отсека, но Пентагон отказался от него. Машина оказалось долговечной и продолжает использоваться в гражданской авиации.
Среди объектов, строившихся с применением S-64 — Си-Эн Тауэр в Торонто. 
C 1992 года все права на производство S-64 принадлежат компании Erickson Air-Crane, продолжающей строить новые машины (всего выпущено 14 единиц Erickson S-64 Aircrane) и восстанавливать старые. 
Восстановленные S-64 имеют грузоподъёмность 11,3 т в строительном варианте и 10 т - в противопожарном.

### Kaman K-MAX
Летающий кран Kaman K-MAX был спроектирован «с нуля», исходя из требований перевозки гражданских грузов массой до 2,5 т на гибком подвесе. Для того, чтобы пилот — единственный член экипажа — мог управлять погрузкой и разгрузкой, фюзеляж К-МАХ сделан предельно узким, с хорошим обзором в стороны и вниз. Первый образец поднялся в воздух в 1991 г., мелкосерийное производство Kaman в 1994—2003 годах выпустило 37 машин. 
К-МАХ применяются при строительстве и вывозе леса из удалённых и горных районов США, Австрии, Кореи, Колумбии, Перу, Швейцарии, Японии. Практика показала высокую аварийность малого летающего крана: из 37 машин 12 потеряны из-за ошибок пилотов и технических неисправностей.

## ВСССР

### Ми-10
20 февраля 1958 года правительство Союза ССР распорядилось приступить к проектированию «летающего крана» на базе Ми-6. Задание предусматривало грузоподъёмность 12 т при дальности 250 км и максимальную (при перевозке на короткие расстояния) — 15 т. В процессе проектирования задание было дополнено способностью к перевозке крылатых и баллистических ракет, что и стало основной задачей Ми-10. Сохранив силовую установку и схему управления вертолётом, конструкторы заменили фюзеляж вертолёта новым — узким и низким, в который тем не менее вписался отсек длиной 15,95 метров для перевозки грузов или 28 пассажиров; во время перегонов в него можно было устанавливать дополнительные топливные баки. Для того, чтобы при взлёте все колёса отрывались от земли одновременно, правые стойки шасси были выполнены на 300 мм короче левых, при этом минимальный клиренс равнялся 3,75 м. Всего было предусмотрено две схемы транспортировки грузов вне фюзеляжа:
- стандартный груз, жёстко удерживаемый гидрозахватами (контейнеры с ракетами)
- груз, установленный на грузовой платформе, монтируемой между стойками шасси.

Прототип, известный как В-10, поднялся в небо 15 июня 1960, успешно испытывался, но в мае 1961 сгорел на земле из-за технической неисправности. 23 сентября 1961 второй опытный В-10 установил рекорд грузоподъёмности — 15103 кг на высоту 2200 м. В последующие годы ВПК отказался от идеи возить ракеты вертолётами, и проект оказался на грани закрытия. Выпуск серийного Ми-10, начатый в 1964, составил всего 24 единицы. Широкого применения эти машины не нашли, так как фиксация груза гидрозахватами требовала оборудования грузов ответными узлами.

### Ми-10К
Новая модификация, Ми-10К, была разработана специально для строительно-монтажных работ. Первый полёт состоялся в июне 1965, в 1967 Ми-10К летал на авиашоу в Париже, а производство началось только в 1975 (всего в 1975—1976 было выпущено 17 машин, и 4 переоборудовано из базовых Ми-10). Конструкторы полностью отказались от гидрозахватов и внешней платформы, уменьшили высоту шасси, что снизило вес и лобовое сопротивление. Вместо не оправдавших себя телекамер для управления вертолётом при погрузке-разгрузке Ми-10К был оборудован второй, подвесной кабиной лётчика с круговым обзором и третьим комплектом рычагов управления. «Коротконогие» Ми-10К эксплуатируются на строительстве высотных объектов по сей день[когда?].

### Ка-226
Многоцелевой вертолёт Ка-226, первый полёт которого состоялся в 1997, способен перевозить до 1350 кг груза на внешней подвеске.